# Pinus densata
Pinus densata Mast. – gatunek drzewa iglastego z rodziny sosnowatych (Pinaceae). Pinus densata jest endemitem, występuje w Chinach (na południu prowincji Qinghai, na zachodzie Syczuanu, południowo-wschodni Tybet, Junnan.

## Morfologia
PokrójDrzewo o koronie jajowato-stożkowatej, u starszych okazów rozpościerającej się.
PieńOsiąga 30 m wysokości i 130 cm średnicy. Młoda kora czerwonobrązowa, łuszcząca się i płytkowata, z wiekiem staje się ciemno-szarobrązowa, o grubych, nieregularnie kwadratowych płytkach. Jednoroczne gałązki grube, błyszczące, żółtobrązowe, w drugim i trzecim roku stają się rudawe. Pąki zimowe brązowe, delikatnie ożywiczone, jajowato-stożkowate, o rozmiarach 15 na 6 mm.
LiścieIgły wyrastają po 2 (rzadko 3) na krótkopędzie. Proste, delikatnie skręcone, o długości 8–14 cm i grubości 1–1,5 mm. Brzeg liścia drobnoząbkowany, wierzchołek zaostrzony. Rzędy aparatów szparkowych widoczne na wszystkich powierzchniach igły.
SzyszkiSzyszki męskie cylindryczne, o długości 10–18 mm i średnicy 3–4,5 mm, żółtobrązowe. Szyszki żeńskie wyrastają pojedynczo lub w parach, zwisające, siedzące lub osadzone na krótkiej szypułce. Dojrzałe ciemnobrązowe, błyszczące, zamknięte są jajowate, po otwarciu szerokojajowate, o rozmiarach 4–6 na 4–7 cm. Łuski nasienne z wyraźną, romboidalną tarczką (apofyzą), o grubości 4–7 mm. Piramidka grzbietowa, z krótkim kolcem. Nasiona jasno-szarobrązowe, o długości 4–6 mm, opatrzone skrzydełkiem o długości 15–20 mm.
Gatunki podobnePinus yunnanensis, P. tabuliformis.

## Biologia i ekologia
Dwie wiązki przewodzące w liściu. Przewody żywiczne 3–4, brzegowe, sporadycznie 1–2 środkowe. Pochewki liściowe trwałe. Igły pozostają na drzewie przez 3 lata.
Pylenie następuje w maju. Szyszki nasienne dojrzewają w październiku drugiego roku.
Rośnie na wysokościach 2600–3500(4200) m n.p.m. Tworzy lasy jednogatunkowe lub mieszane - poniżej 3000 m n.p.m. towarzyszą jej Pinus armandii i P. yunnanensis.

## Systematyka i zmienność
Synonimy: Pinus prominens Masters, P. sinensis D. Don var. densata (Masters) Shaw, P. tabuliformis Carrière var. densata (Masters) Rehder, P. wilsonii Shaw 1911 non Roezl 1857.
Pozycja gatunku w obrębie rodzaju Pinus:
- podrodzaj Pinus
  - sekcja Pinus
    - podsekcja Pinus
      - gatunek P. densata

Badania wskazują, że gatunek Pinus densata powstał prawdopodobnie w trzeciorzędzie jako krzyżówka P. yunnanensis i P. tabuliformis. Analiza genetyczna sugeruje, że ewolucja poszczególnych populacji P. densata mogła zachodzić niezależnie.
P. densata bywa traktowany jako odmiana sosny chińskiej – P. tabuliformis Carr. var. densata (Masters) Rehder.

## Zagrożenia
Międzynarodowa organizacja IUCN umieściła ten gatunek w Czerwonej księdze gatunków zagrożonych, ale przyznała mu kategorię zagrożenia LC (least concern), uznając go za gatunek najmniejszej troski, o niskim ryzyku wymarcia. Klasyfikację tę utrzymano w kolejnym wydaniu księgi w 2013 roku.